# Alpha (film)
Alpha is een Amerikaanse-Canadese-Chinese prehistorische avonturenfilm uit 2018 van regisseur Albert Hughes.

## Plot
De jongeman Keda leeft 20.000 jaar geleden tijdens het Laatpaleolithicum in Europa. Zijn vader probeert een goede jager van hem te maken maar dat lukt nog niet zo makkelijk. Als Keda van een ravijn stort na een jachtpartij op een kudde steppewisenten, blijft hij gewond en bewusteloos op een richel liggen. Zijn vader wil hem redden maar Keda is onbereikbaar en de krijgers laten hem voor dood achter. Keda weet zich uit zijn positie te bevrijden en sluit vriendschap met een gewonde wolf, die hij Alpha noemt. Samen moeten ze de ijzige winter zien te overleven en Keda's familie terug te vinden.

## Rolverdeling
- Kodi Smit-McPhee als Keda
- Jóhannes Haukur Jóhannesson als Tau
- Natassia Malthe als Rho
- Leonor Varela als sjamaan
- Jens Hultén als Xi
- Mercedes de la Zerda als Nu
- Spencer Bogaert als Kappa
- Morgan Freeman als verteller (stemrol)
- Chuck als Alpha, de wolf (onvermeld)
- Priya Rajaratnam als jager (onvermeld)